# Cadzand-Bad

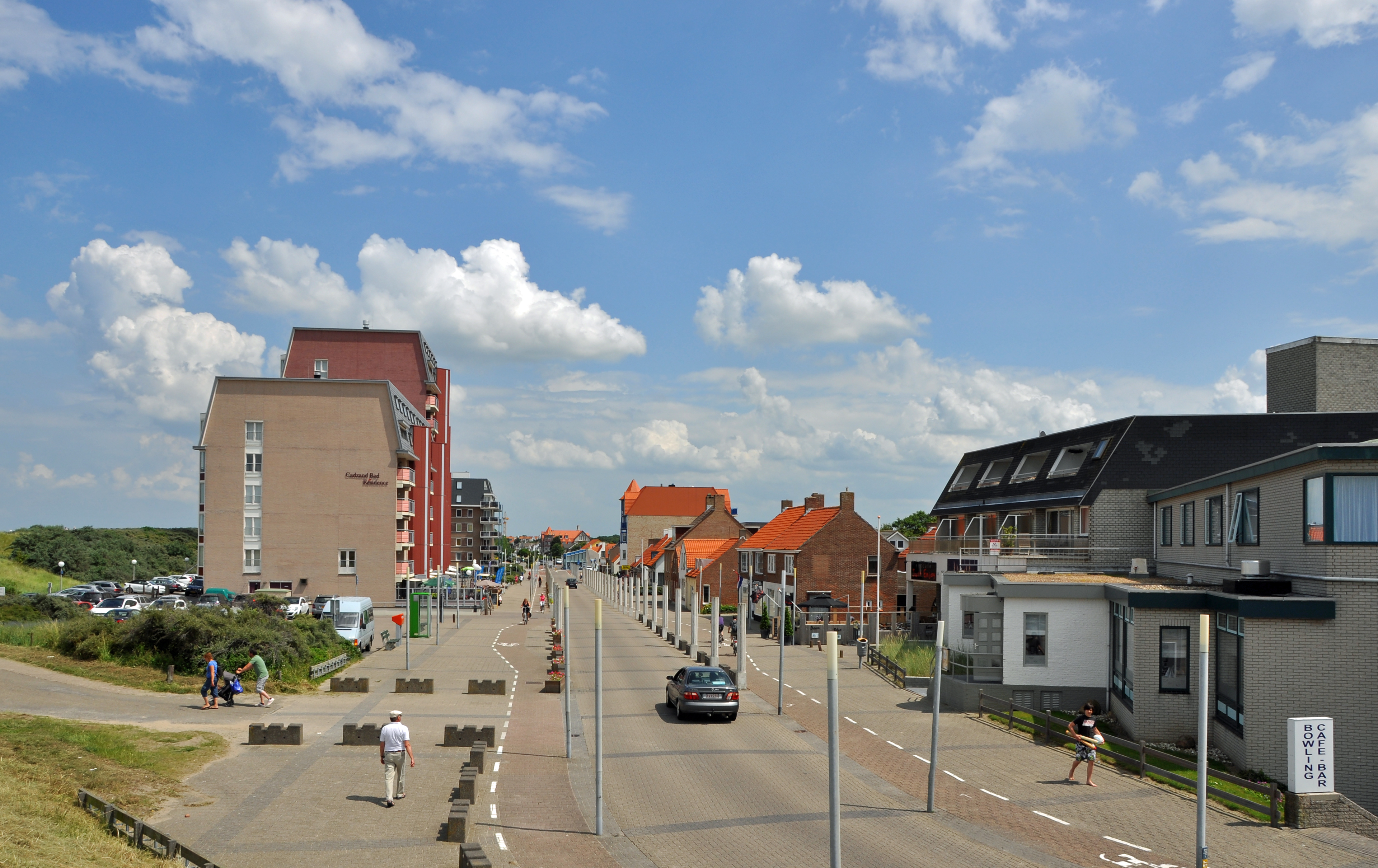
Cadzand-Bad: Boulevard de Wielingen

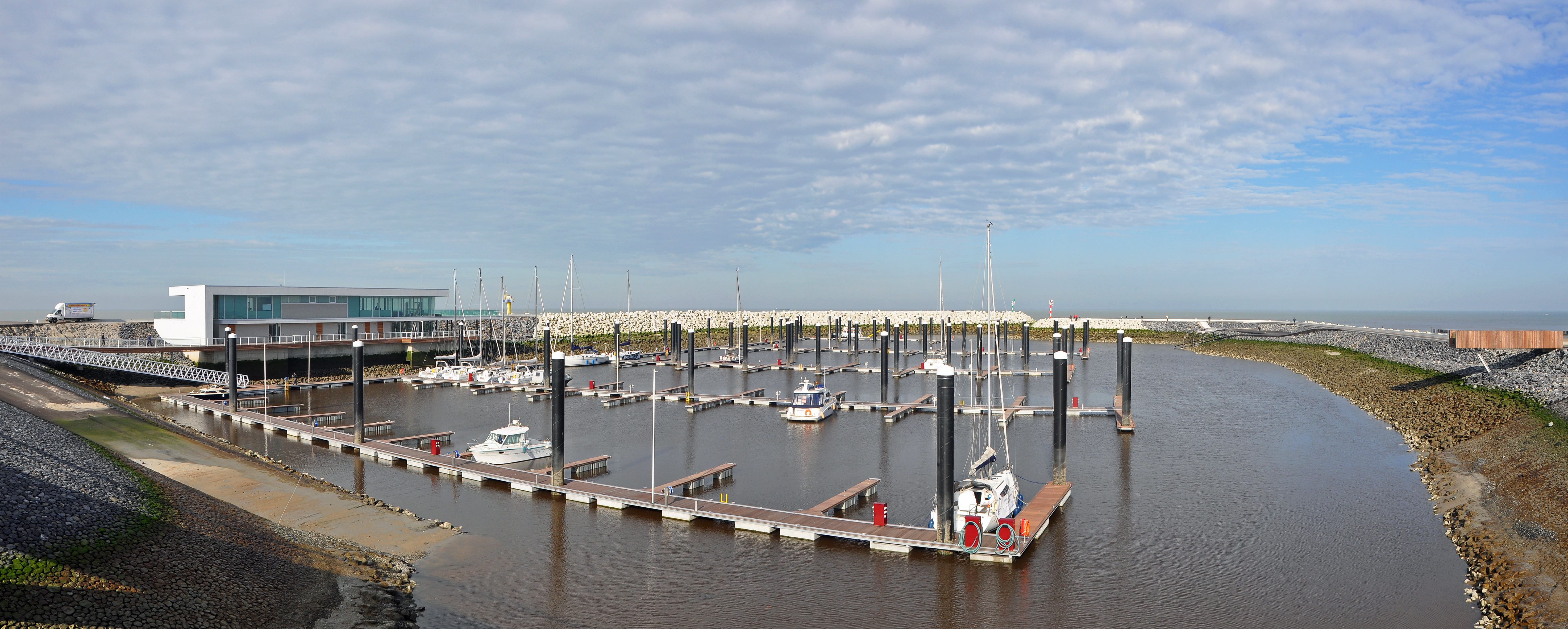
Jachthafen von Cadzand-Bad

Cadzand-Bad: Sonnenuntergang am Strand

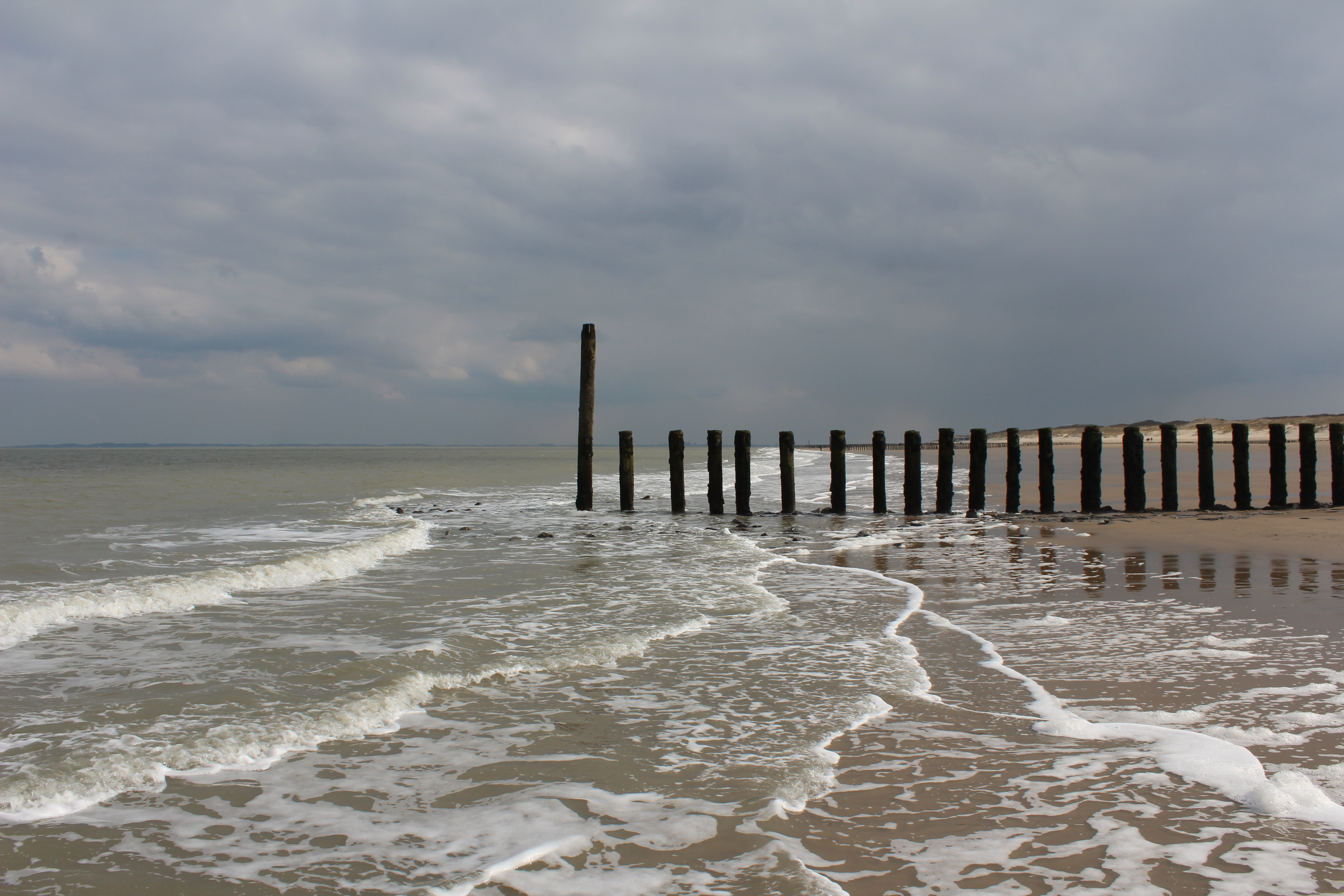
Die typischen Wellenbrecher am Strand von Cadzand-Bad

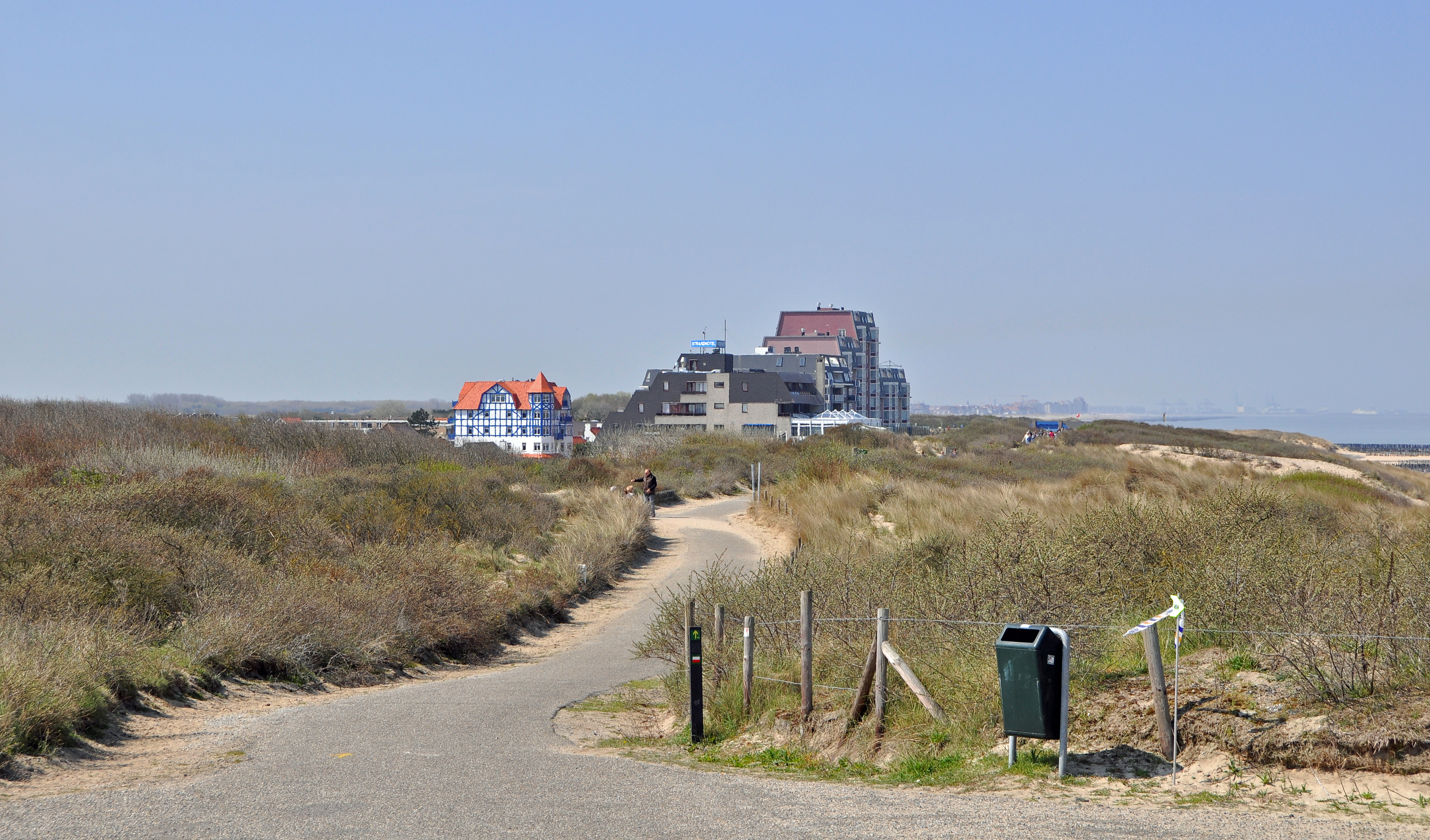
Dünen bei Cadzand-Bad

Cadzand-Bad ist der südlichste Küstenort der Niederlande nahe der belgischen Grenze.

## Lage
Cadzand-Bad gehört mit Cadzand-Dorf im Landesinneren zur Großgemeinde Sluis, die im südwestlichsten Teil der Provinz Zeeland liegt und das westlichste Drittel von Zeeuws Vlaanderen bildet. Zeeuws Vlaanderen ist durch die breite Westerschelde vom eigentlichen niederländischen Festland abgetrennt. Er liegt wie eine Halbinsel im Norden Belgiens und hat nur durch den Westerscheldetunnel nahe Terneuzen eine Verbindung zu den anderen Halbinseln von Zeeland und somit zum restlichen Teil der Niederlande.
Der 230 Einwohner zählende Ort zieht sich an der Nordsee entlang. Der fünf Kilometer lange Sandstrand läuft von der belgischen Grenze vom Südwesten aus dem Naturgebiet Het Zwin (auf belgischer Seite ein großes Vogelschutzgebiet) kommend zum Naturschutzgebiet De Zwarte Polder im Nordosten. Die zentrale Achse des Ortes ist der Boulevard de Wielingen.

## Infrastruktur

### Tourismus
Der Ort lebt größtenteils vom Tourismus, elf Maklerbüros finden sich in Cadzand-Bad. Die Hauptstraße des Dorfes, der Boulevard de Wielingen, beherbergt einige Restaurants und Geschäfte, daneben finden sich vereinzelt Wohnblocks.
Der niederländische Sternekoch Sergio Herman betreibt in Cadzand-Bad die Brasserie AIRrepublic im Jachthafen, ausgezeichnet mit 15 Gault-Millau–Punkten und mit einem Michelin–Stern, das Restaurant blueness im Strandhotel, ausgezeichnet mit 14,5 Gault-Millau–Punkten und das Restaurant Pure C im Strandhotel, ausgezeichnet mit 18 Gault-Millau–Punkten und seit 2018 mit zwei Michelin–Sternen.

### Jachthafen
Seit Mai 2017 besitzt Cadzand-Bad am südwestlichen Ortsrand vor dem Auswasserungskanal einen Jachthafen mit 125 Liegeplätzen, einem Restaurant und Café.

## Fossilfundort
Die Strände bei Cadzand-Bad sind als gute Fundstelle von Haizähnen aus dem Neogen und Paläogen bekannt. Durch den Gezeitenstrom und den Strom der Westerschelde werden auf dem Meeresboden vor der Küste Schichten abgetragen, die Fossilien (Haizähne, Rochenzähne, andere Fischzähne) sowie Muscheln, Zähne und Wirbel von Fischen und Walen, Krabbenteile, Knochen von Säugetieren und Vögeln enthalten. Diese werden dann durch die Gezeiten an den Stränden angespült. Daneben werden gelegentlich in den Wintermonaten die für den Tourismus wichtigen Strände aufgespült, um sie zu erhöhen. Das Material dazu stammt aus der Westerschelde. Abhängig davon, welche Schichten angesaugt werden, gelangt ebenfalls fossiles Material mit dem Sand auf die Strände.

## Trivia
Cadzand-Bad gilt als der Ort mit den meisten Sonnenstunden pro Jahr in den Niederlanden.